# Mostovský dub
Mostovský dub je památný strom, starobylý dub letní (Quercus robur) se silným a nízkým kmenem a pokroucenými větvemi v okrese Cheb v Karlovarském kraji.
Roste po pravé straně silnice z Mostova do Odravy, přibližně 400 m od zámku v Mostově.
Strom má měřený obvod 480 cm, výšku 17 m (měření 2003). Ze spodních větví zbyly jen pahýly, Na nejsilnějším zbytku větve byl proveden speciální korunkový řez. 
Za památný byl strom vyhlášen v roce 2005.

## Stromy v okolí
- Alej Mostov
- Dub u hráze
- Duby u statku Tuřany čp. 3

## Fotogalerie

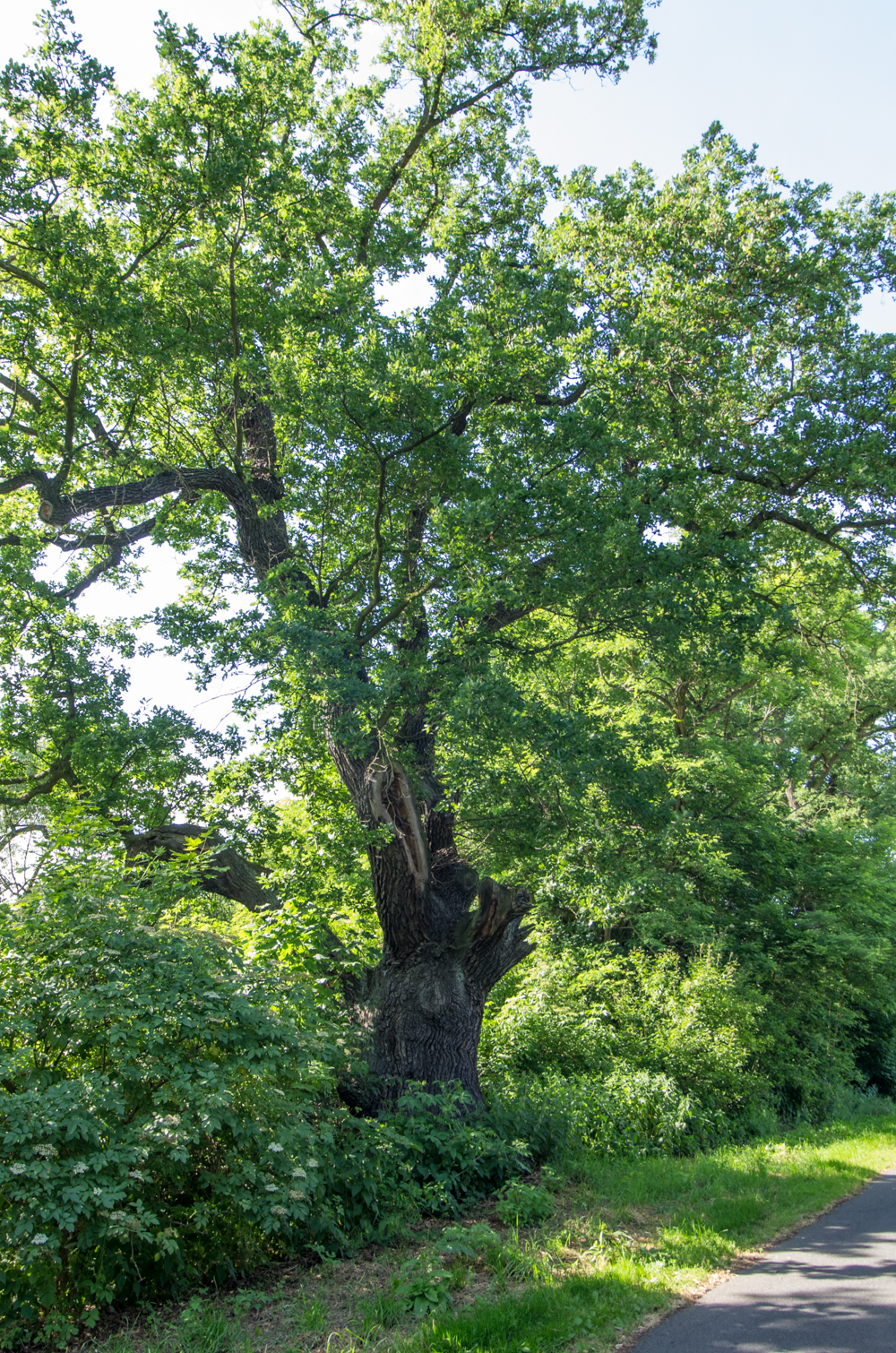
v červnu 2014
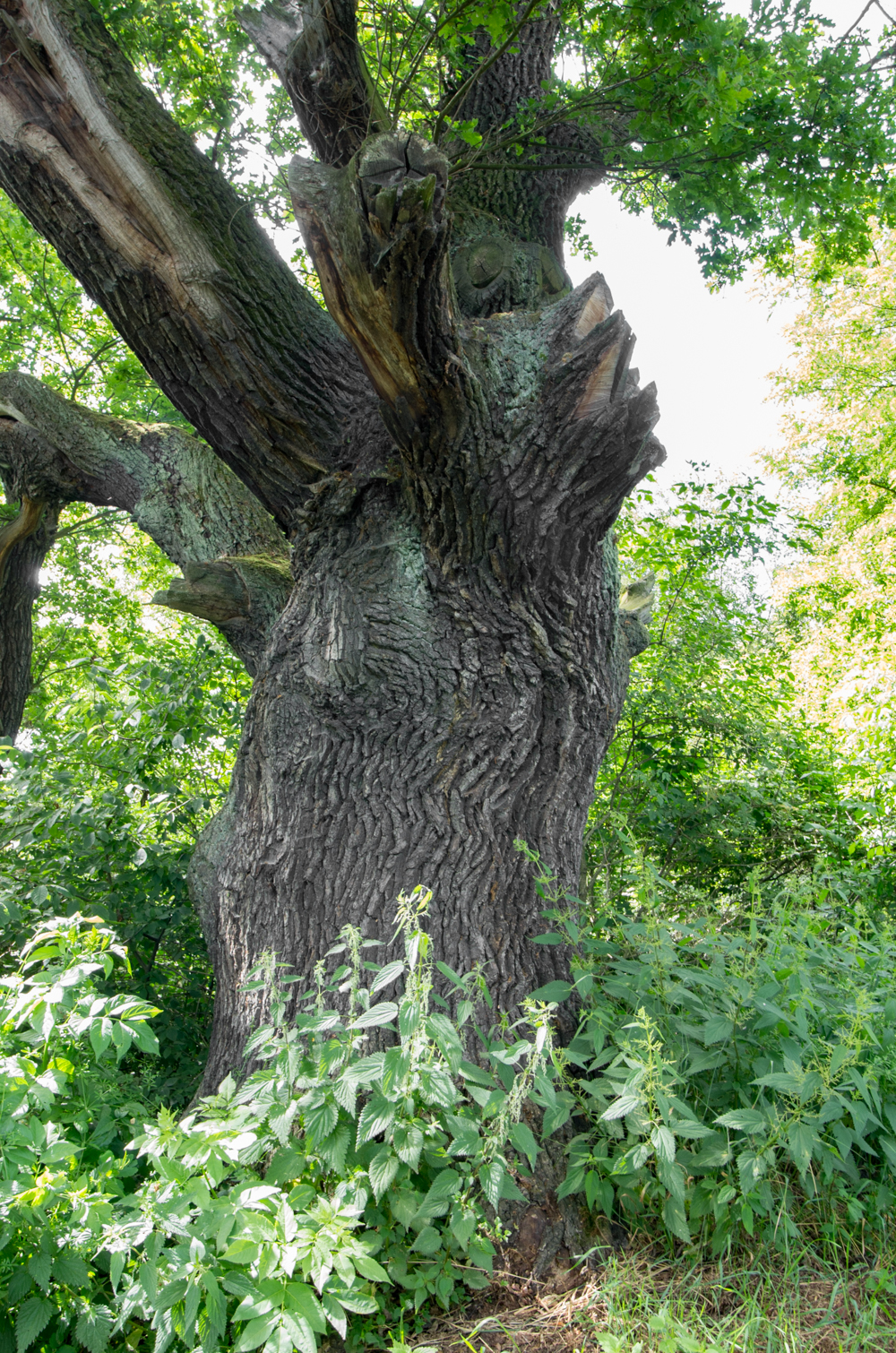
detail kmene
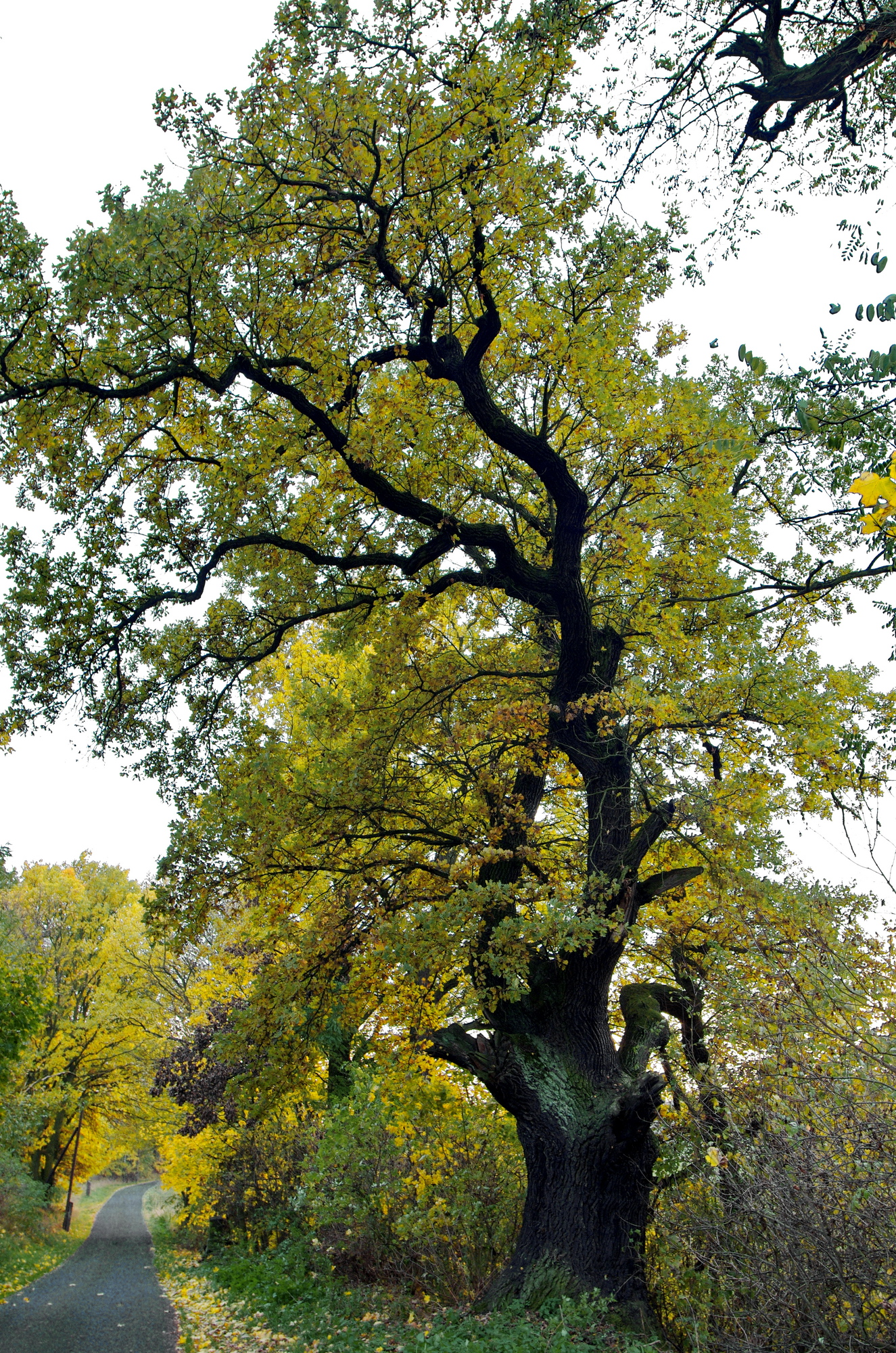
v říjnu 2015